# Сан Пјетро (Виченца)
Сан Пјетро је насеље у Италији у округу Виченца, региону Венето.
Према процени из 2011. у насељу је живело 80 становника. Насеље се налази на надморској висини од 119 м.